# Оверчук Логвин Олексійович
Логвин Олексійович Оверчук (7 листопада 1932, тепер Україна — 25 червня 2007, місто Москва) — радянський діяч, дипломат, секретар Житомирського обкому КПУ. Кандидат економічних наук (1966).

## Біографія
Освіта вища.
Член КПРС з 1957 року.
До 1958 року — головний агроном Чуднівської машинно-тракторної станції (МТС) Чуднівського району Житомирської області.
На 1961 рік — 1-й секретар Коростишівського районного комітету КПУ Житомирської області.
У 1962—1965 роках — начальник Коростишівського виробничого колгоспно-радгоспного управління Житомирської області.
У 1966 році захистив кандидатську дисертацію «Розміщення і спеціалізація сільськогосподарського виробництва в колгоспах зони Полісся Української РСР (На прикладі Коростишівського району Житомирської області)».
У 1966—1968 роках — завідувач сільськогосподарського відділу Житомирського обласного комітету КПУ.
У 1968—1972 роках — секретар Житомирського обласного комітету КПУ з питань сільського господарства.
На 1980—1992 роки — аташе посольства СРСР (з грудня 1991 року — Російської Федерації) у Сполучених Штатах Америки (місто Вашингтон) із сільського господарства.
Потім працював провідним науковим співробітником у Всеросійському науково-дослідному інституті економіки сільського господарства.
Автор наукових працю з проблем економіки сільського господарства.
Помер 25 червня 2007 року в місті Москві. Похований на Троєкурівському цвинтарі Москви.

## Нагороди
- орден Трудового Червоного Прапора
- ордени
- медаль «За трудову відзнаку» (26.02.1958)
- медалі
- Почесна грамота Президії Верховної ради Російської РФСР (1982)